# Pretty Pet Salon
Pretty Pet Salon ist ein Computer-Strategiespiel für iOS und Android, welches von dem chinesischen Entwickler Dream Cortex entwickelt wurde. Es wurde erstmals am 26. Januar 2011 veröffentlicht.

## Entwicklung
Am 26. Januar 2011 wurde Pretty Pet Salon erstmals für iOS veröffentlicht. Vier Monate später erfolgte die Veröffentlichung für Android am 13. Mai 2011.
Publiziert wird das Spiel von dem chinesischen Spielesoftwareunternehmen Animoca aus Hongkong.
Am 10. April 2012 veröffentlichte die Pretty Pet Company den Nachfolger Pretty Pet Salon 2. Mittlerweile gibt es viele Nachfolger und Varianten der Pretty Pet Salon-Reihe, u. a. Pretty Pet Cinema oder Pretty Pet Farm. Die gesamte Spielereihe wurde bisher über 13 Millionen Mal heruntergeladen.

## Handlung
In dem Spiel leitet man einen Haustiersalon. Dort kümmert man sich darum, dass es den Tieren gut geht, die Kunden zufrieden sind und das Zeitmanagement stimmt. Pretty Pet Salon basiert auf dem Prinzip des Micromanagements. Der Spielbereich besteht aus dem Salon, mit dem der Spieler interagieren kann. Ein Tag dauert ungefähr 2,5 Minuten, wobei die Kunden automatisch mit ihren Tieren den Laden betreten. Der Spieler muss die Kunden bedienen, indem er auf ein Icon tippt, welches über den Tieren erscheint. Kann man die Kunden nicht schnell genug bedienen, verschwinden sie wieder. Ziel des Spiels ist es, den besten Haustiersalon zu Leiten.

## Rezeption
Auf Android erreichte Pretty Pet Salon eine durchschnittliche Bewertung von 4,1 Sternen von 5 bei ungefähr 43.600 Bewertungen total.
Im Februar 2011 erreichte Pretty Pet Salon den 6. Platz in den iPhone Charts, basierend auf den Downloadzahlen.